# Blanka Navarska, grofica Šampanje
Za njezinu tetu, pogledajte "Blanka Navarska, kraljica Kastilje".
Doña Blanka Navarska (šp. Blanca de Navarra) (? - o. 13. ožujka 1229.) bila je infanta Navare i grofica Šampanje, kći kralja Sanča VI. i njegove kraljice Sanče Kastiljske. Blankina je sestra Berengarija bila žena kralja Engleske Rikarda I. Lavljeg Srca, a Blankin je i Berengarijin brat bio Sančo VII.
1. srpnja 1199. u Chartresu se Blanka udala za grofa Teobalda III. Šampanjskog, koji je naslijedio brata 1197. god. On je imao 20 godina u trenutku vjenčanja, a ona 22. Rodila mu je kćer. 24. svibnja 1201. Teobald je umro ostavivši Blanku trudnu. Rodila je sina Teobalda 30. svibnja iste godine, koji je odmah postao grof Šampanje. Blanka mu je bila regent do 1222. 
Blanka je umrla oko 13. ožujka 1229. Njezin je sin postao kralj Navare 1234. godine.
Bila je baka infante Blanke te kraljeva Teobalda II. i Henrika I.